# Euphorbia ferox
Euphorbia ferox är en törelväxtart som beskrevs av Hermann Wilhelm Rudolf Marloth. Euphorbia ferox ingår i släktet törlar, och familjen törelväxter. Inga underarter finns listade i Catalogue of Life.

## Bildgalleri

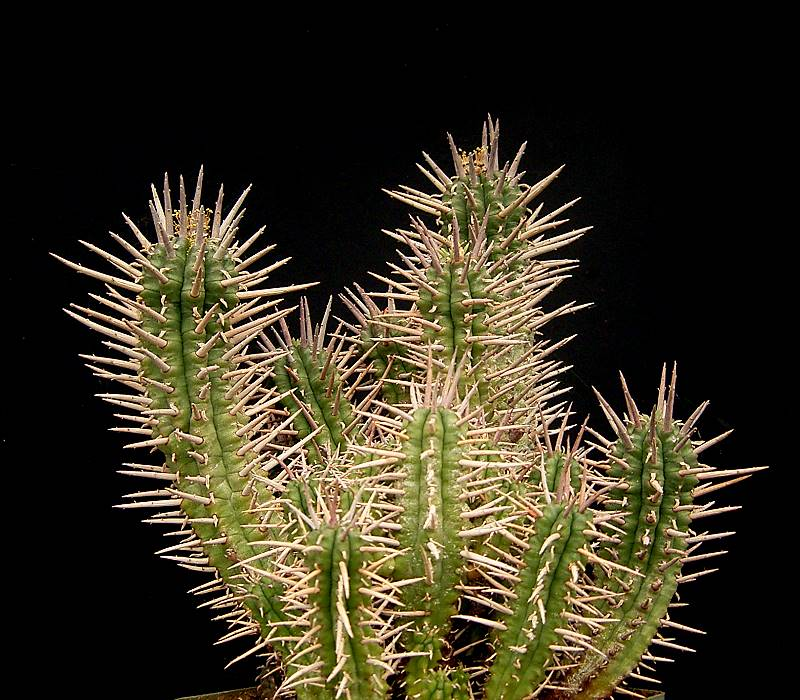
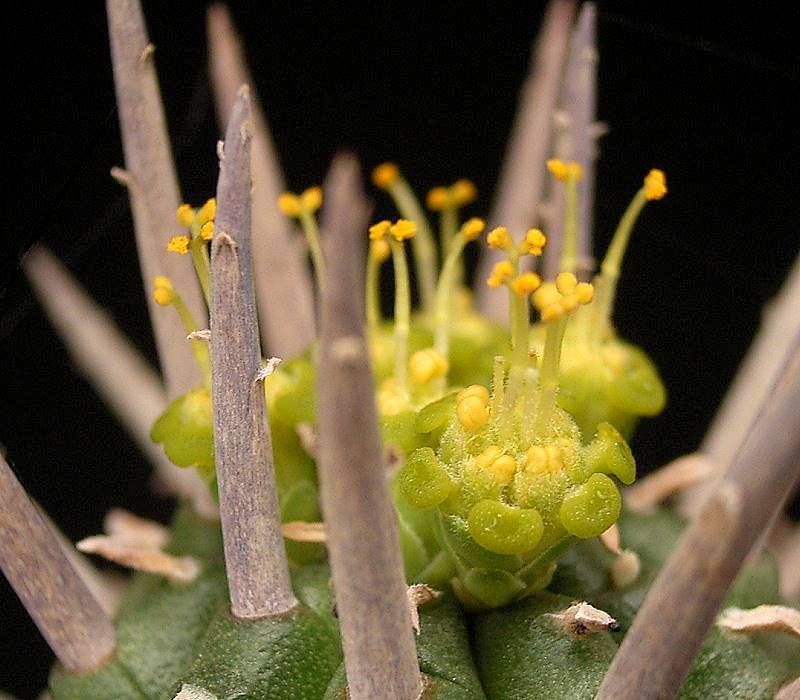
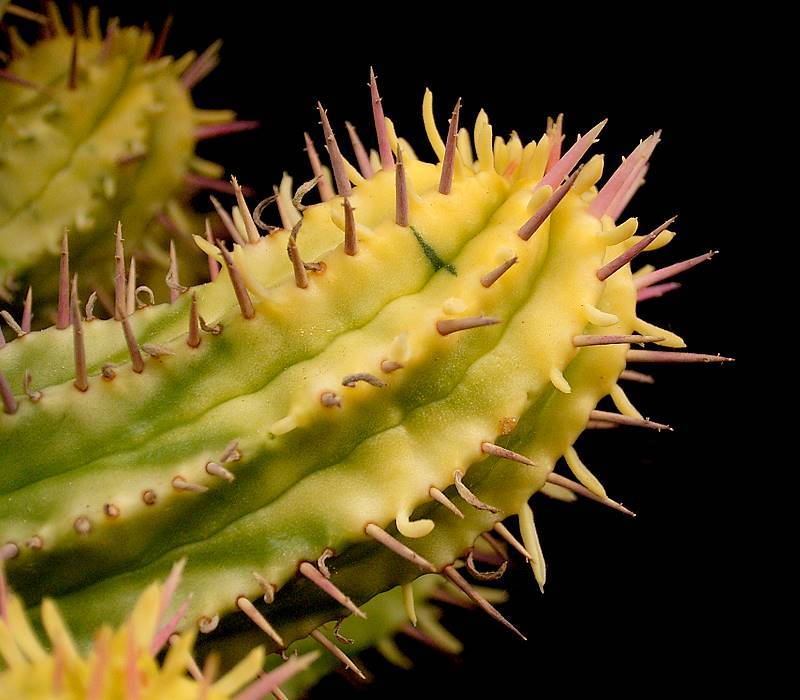